# 由利高原鐵道
由利高原鐵道株式會社（日语：／）是一家總部位於秋田縣由利本莊市的鐵路公司（日本第三部門鐵道）。該公司設有鳥海山麓線，該路線是由舊日本國有鐵道（國鐵）第1次特定地方交通線接手營運的鐵路線，在國鐵時代的路線名稱為矢島線。公司由秋田縣和沿線自治體等出資成立。

## 歷史
- 1984年（昭和59年）10月31日 - 公司成立。
- 1985年（昭和60年）10月1日 - 由日本國有鐵道（國鐵）矢島線接手，鳥海山麓線開業。
- 1989年（平成元年）4月1日 - 車費調整。6km以上的區間車費加價。全線車費520日圓至540日圓。
- 1997年（平成9年）4月1日 - 車費調整。6km以上的區間車費加價。全線車費加至550日圓。
- 2000年（平成12年）3月 - 總部遷移至現地。
- 2008年（平成20年）4月1日 - 車費調整。初乘車費由160日圓加至180日圓，全線車費加至580日圓。
- 2011年（平成23年）
  - 5月17日 - 發布前社長退任，並分開招募新社長。
  - 5月20日至5月26日 - 《宇宙戰艦大和號》的包裝列車行走鳥海山麓線。
  - 6月28日 - 新社長春田啓郎就任，取代前社長大井永吉。
- 2014年（平成27年）4月19日 - 《百合鐵》的包裝列車行走鳥海山麓線[4]。該列車行走2年至2016年4月18日[5]。
- 2015年（平成27年）11月3日 - 由埼玉縣立川越工業高等學校師生製造，使用乾電池驅動的車輛在鳥海山麓線前鄉站至矢島站之間折返，共行走22.615公里。成為健力士世界紀錄[6]。
- 2016年（平成28年）4月23日 - 引入了3架小巴，開展租賃巴士事業[7]。
- 2019年（令和元年）
  - 5月17日 - 由於租賃巴士事業不振，當時的社長春田啓郎退任，並開始公開招募下任社長[8]。
  - 6月26日 - 在社長公開招募中，共有27人候任。最後由曾經在仙台市政廳執務，後來在仙台交通（日语：仙台交通）擔任社長的萱場道夫就任下任社長[1]。

## 路線
| 中文線名   | 日文線名 | 起點     | 終點 | 距離（公里） |
| ---------- | -------- | -------- | ---- | ------------ |
| 鳥海山麓線 |          | 羽後本莊 | 矢島 | 23.0         |

### 沿線觀光
路線沿子吉川行走，在其支流於秋天可看見三文魚逆流而上的場面。在晴朗的日子，可從車窗中望見鳥海山。終點站矢島站可轉乘由住宿設施提供的接送巴士（需要預約）前往猿倉溫泉（由利本莊市鳥海町猿倉）。

## 服務員

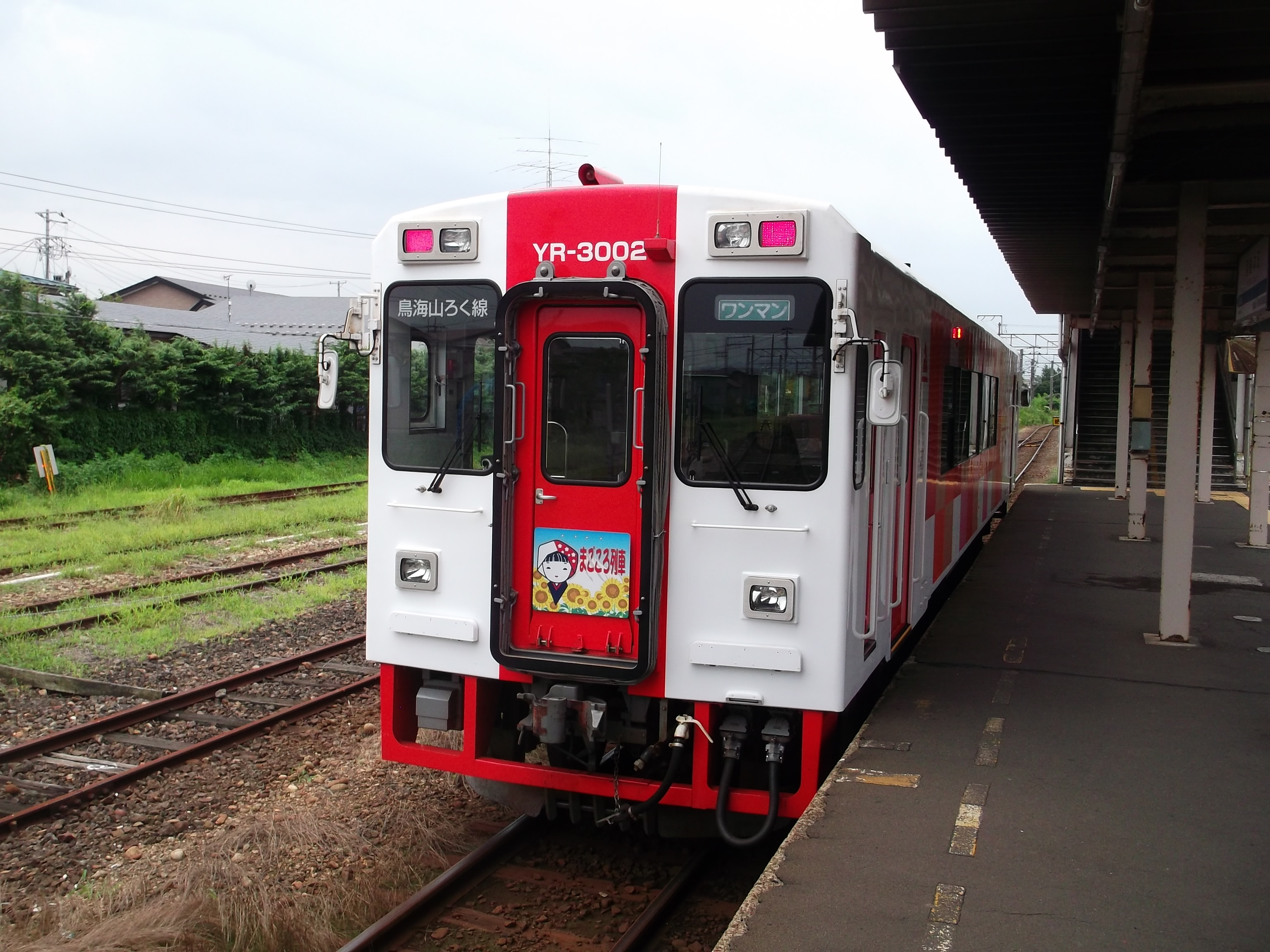
まごころ列車

「真心列車」，是一架設有秋田娘乘務員的列車。每日設有1往返班次（從矢島站出發9:40，從羽後本莊站出發10:43）。乘務員負責提供旅客資訊、協助乘客上落車、發出乘車證明書和車內販賣工作。乘務員也會為企劃列車進行計劃和營業，以及在、團體列車乘務。

## 車輛

### 現役車輛
截至2015年，共有2款列車共5輛柴油列車服役。所有列車均設有愛稱（秋田語中指「娘」的意思）。
YR-2000形（2001,2002 2輛）

YR-2001和YR-2002分別在2000年（平成12年）11月及2003年（平成15年）3月製造。該型車為由利高原鐵道首款列車設有空調設備。列車內設有廁所，車長18米。
YR-3000形（3001-3003 3輛）

為了取代YR-1500形，於2012年（平成24年）3月至2014年（平成26年）3月引入了3架同款列車。這些列車以白色作為基調，並按不同列車，於車身和車內塗上了不同顏色，當中YR-3001配以綠色，YR-3002配以紅色，YR-3003配以藍色作為次要的顏色。

### 過去的車輛
YR-1000形、YR-1500形（1001-1005 5輛->1501-1503,1505 4輛）

在1985年（昭和60年）接手營運國鐵矢島線時，引入至1001至1004共4輛列車，另外在1988年（昭和63年）再引入多1輛列車 (1005) 。這款列車車長14.8米，均為柴油列車。YR-1004在2003年（平成15年）12月退役。其餘4輛在2000年（平成12年）至2004年（平成16年）陸續進行改裝，包括加設空調設備。改裝後同時改變車輛號碼至YR-1500形1501-1503、1505。在2011年（平成23年）至2014年（平成26年）之間，此款列車陸續退役。

## 注腳
1. 1 2  「由利高原鉄道、新社長が決定仙台市役所出身の萱場氏」 （页面存档备份，存于）（日語）『日本經濟新聞』朝刊2019年6月27日（東北經濟面）2019年7月3日參閲。
2. 1 2 3 4 5 6 7  鐵道統計年報平成29年度版 - 國土交通省
3. ↑  令和元年度鐵道要覧
4. ↑  . 由利高原鐵道. 2014-03-20  [2014-03-28]. （原始内容存档于2021-01-31） （日语）.
5. ↑  . 由利高原鐵道.   [2016-05-04]. （原始内容存档于2016年5月4日） （日语）.
6. ↑  . 產經新聞 (產經新聞社). 2015年11月3日  [2016年5月4日]. （原始内容存档于2016年3月4日） （日语）.
7. ↑  . 由利高原鐵道.   [2018-06-17]. （原始内容存档于2018-06-17） （日语）.
8. ↑  「由利鉄、次期社長を公募 現社長は任期満了で来月退任」 （页面存档备份，存于）《秋田魁新報》2019年5月18日（2019年6月17日參閲）。
9. ↑  まごころ列車／イベント列車企画・実施 （页面存档备份，存于） 由利高原鐵道官方網站（2019年6月17日參閲）。
10. ↑  《新車年鑑2001年版》p175
11. 1 2  《鐵道車輛年鑑2003年版》p208
12. ↑  《新車年鑑2001年版》p111
13. ↑  《鐵道畫刊》通卷862號p42
14. 1 2  《新車年鑑2012年版》p220
15. 1 2  《鐵道車輛年鑑2013年版》p217
16. ↑  《鐵道車輛年鑑2014年版》p224
17. ↑  《新車年鑑2012年版》p124
18. ↑  《新車年鑑1986年版》p162
19. ↑  《新車年鑑1989年版》p232
20. 1 2  《鐵道車輛年鑑2004年版》p216
21. ↑  《鐵道車輛年鑑2002年版》p190
22. ↑  《鐵道車輛年鑑2015年版》p237

## 外部連結
- 由利高原鐵道 （页面存档备份，存于）（日語）
  - 由利高原鐵道的Facebook專頁
  - 由利高原鐵道的X（前Twitter）
  - 由利高原鐵道 乘務員博客 （页面存档备份，存于）（日語）
- おばこ之博客 秋田縣之由利高原鐵道 矢島站商店的每日 （页面存档备份，存于）（日語）